# Edward Teller
Edward (Ede) Teller (n. 15 ianuarie 1908, Budapesta, Austro-Ungaria – d. 9 septembrie 2003, Stanford, Comitatul Santa Clara, California, SUA) a fost un fizician teoretician evreu-american, originar din Ungaria, unul din oamenii importanți ai Proiectului Manhattan și supranumit „părintele bombei cu hidrogen”, deși el a respins această caracterizare „de prost gust”), membru al Academiei Americane de Arte și Științe (AAAS)⁠(d).
Profesor la Universitatea George Washington, Universitatea Chicago, Universitatea din California - Davis⁠(d), Universitatea din California - Berkeley, Laboratorul Național Lawrence Livermore (Universitatea din California), Institutul Hoover⁠(d), University College London, Universitatea Tel Aviv ș.a., Teller a adus contribuții în fizica nucleară și moleculară, în spectroscopie (efectele Jahn-Teller⁠(d) și Renner-Teller⁠(d)) și fizica suprafețelor, și a dezvoltat teoria lui Enrico Fermi privind dezintegrarea beta (sub forma tranzițiilor Gamow-Teller). Ca membru al Proiectului Manhattan a participat la crearea bombei atomice în timpul celui de-al Doilea Război Mondial. Renumele mondial l-a căpătat atât pentru rolul său în dezvoltarea schemei Teller–Ulam⁠(d) (a bombei cu hidrogen), cât și pentru îndelungata colaborare din cadrul Laboratorului Național Lawrence din Livermore⁠(d) (LLNL), al cărui director și cofondator a fostA.
Mărturia sa din anul 1954 la anchetarea fostului său coleg și șef de la Los Alamos, J. Robert Oppenheimer, care fusese acuzat de simpatii pro-comuniste și de lipsă de loialitate față de Statele Unite, i-a atras antipatii și desolidarizări din partea unora dintre foștii săi colegi din Proiectul Manhattan.

## Copilăria și studiile în Ungaria

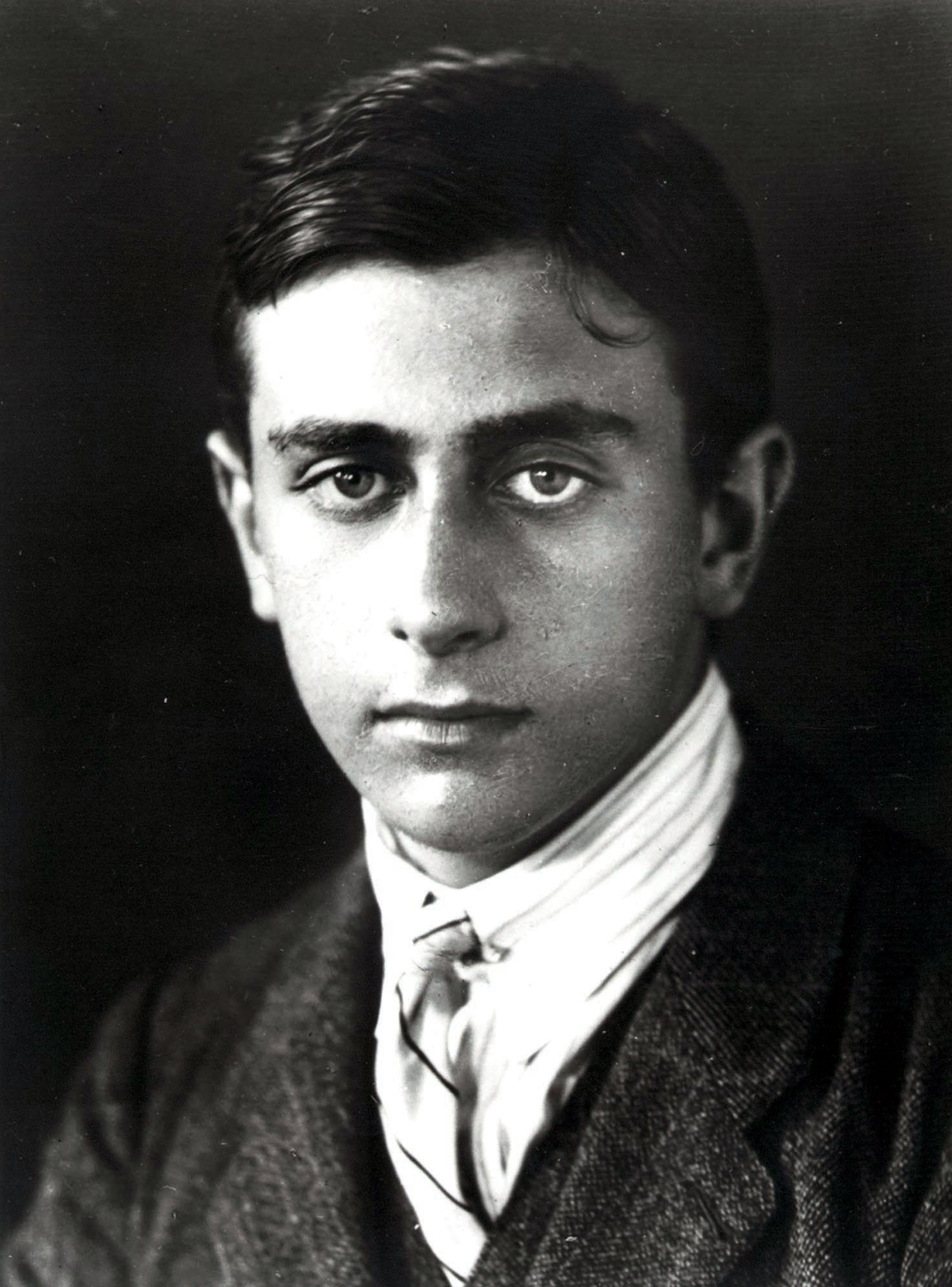
Portretul lui Teller din 1925 cu ocazia câștigării concursului național de matematică și fizică

Teller s-a născut la 15 ianuarie 1908 la Budapesta, în Austro-Ungaria într-o familie de evrei. Locuința părintească se afla pe strada Kozma nr. 3. Tatăl său, Miksa Teller era un renumit avocat și director de bancă, originar din Érsekújvár, azi Nové Zámky, în Slovacia, iar mama sa, Ilona, născută Deutsch, era originară din Lugoj.
Copilul Ede Teller nu a vorbit până la vârsta de trei ani (bunicul său din partea tatălui era convins că nepotul său este retardat mintal). După absolvirea școlii elementare private Mellinger în 1918, părinții au încercat să-l înscrie la faimosul Colegiu Piarist din Budapesta, dar a fost respins pe motiv că instituția admitea în acel moment numai elevi creștini. Edward a fost admis la vârsta de 9 ani la „Gimnaziul pedagogic model” sau „Gimnaziul Minta” (Mintagimnázium), de pe lângă Universitatea de științe din Budapesta (actualul Colegiu Trefort Ágoston din Budapesta), înființat de pedagogul Mór Kármán, tatăl renumitului inginer aeronautic Theodore von Kármán. Între absolvenții iluștri ai acestui liceu s-au numărat, în afara lui Teller, Theodore von Kármán însuși, biochimistul Michael Polanyi⁠(d) și economistul Thomas Balogh, Baron Balogh⁠(d). Programa de învățământ a liceului acorda atenție, între altele, și lecțiilor de matematică punând accent pe raționamente inductive.
Elevul de liceu Teller, însă, nu a fost dintre cei mai docili, consulta și alte cărți decât cele indicate și căuta adesea căi de demonstrație sau soluții alternative la cele sugerate de profesori, spre supărarea unora din aceștia. A regretat întotdeauna faptul că nu a putut urma cursurile liceului piarist, al cărui profil și nivel i s-ar fi potrivit mai bine. Teller a adus însă onoare liceului încă în 1925, câștigând concursul de fizică și de matematică „Loránd Eötvös” al Societății maghiare de Științe fizico-matematice.

## Emigrarea, studiile și activitatea științifică în Germania, Italia și Danemarca
În urma climatului politic și a revoluțiilor din Ungaria din timpul tinereții sale care i-au sădit lui Teller o profundă animozitate față de comunism și fascism, la vârsta de 18 ani, în anul 1926 a părăsit definitiv Ungaria. 
Înainte de a emigra a fost înscris pentru o perioadă la Universitatea de Tehnologie și Gestiune József Nádor din capitala Ungariei, la cursurile de chimie industrială, dar în cele din urmă a plecat la studii la Karlsruhe, în Germania Republicii de la Weimar. Familia a rămas în Ungaria, unde ulterior, în Holocaustul evreilor din Ungaria, din familia Teller au fost uciși în anii 1944-45 un unchi, frate al mamei, și cumnatul său, soțul surorii sale Emmy. Abia după prăbușirea comunismului în Ungaria în 1989, Teller a făcut mai multe vizite în țara lui de origine.
Teller a devenit inginer chimist, absolvind Institutul de Tehnologie Karlsruhe și a obținut doctoratul în fizică sub îndrumarea lui Werner Heisenberg la Universitatea Leipzig. Lucrarea sa de doctorat a fost una dintre primele tratări coerente din mecanica cuantică a ionului de hidrogen molecular. Când era student, a fost un pasionat alpinist. Aflat la München cu ocazia unui tur de alpinism și a unui stagiu de perfecționare pe lângă profesorul Arnold Sommerfeld, alergând într-o zi după un tramvai în oraș, i-a fost retezată laba piciorului. De atunci a trebuit să poarte o proteză și a șchiopătat toată viața.
În 1930, s-a împrietenit cu fizicienii ruși George Gamow și Lev Landau. Un alt prieten, fizicianul ceh George Placzek⁠(d) l-a luat pe Teller să petreacă o vară la Roma cu Enrico Fermi, care i-a trezit interesul spre fizica nucleară. Teller făcea de doi ani cercetări la Universitatea Göttingen când, în 1933, Hitler și Partidul Nazist au preluat puterea în Germania. Cu ajutorul Comitetului Internațional de Salvare, el s-a refugiat la Copenhaga, unde a început să lucreze cu Niels Bohr.
În februarie 1934 s-a căsătorit cu Mária Auguszta (Mici) Harkányi, sora unui vechi prieten și iubita lui din liceu, cu care a avut doi copii, pe Peter și Wendy.

## Primii ani în Statele Unite
În 1935, la propunerea lui George Gamow, Teller a fost invitat în Statele Unite ca  profesor de fizică la Universitatea George Washington (GWU), unde a colaborat cu Gamow până în 1941. Din această colaborare a rezultat teoria tranzițiilor Gamow-Teller, o dezvoltare a teoriei lui Enrico Fermi privind dezintegrarea beta.
Înainte de descoperirea fisiunii nucleare în 1939, Teller a fost teoretician în domeniile fizicii cuantice, moleculare și nucleare, apoi interesul său s-a îndreptat către energia nucleară, atât spre fuziune cât și spre  fisiune. La GWU Teller a descoperit prin calcul matematic, împreună cu Hermann Arthur Jahn⁠(d), efectul Jahn-Teller (1937) — distorsionarea moleculelor în anumite situații, care afectează reacțiile chimice ale metalelor, în particular culoarea unor vopsele metalice.
În 1938, în colaborare cu Stephen Brunauer⁠(d) și Paul Hugh Emmett⁠(d) a elaborat teoria BET (izoterma Brunauer-Emmett-Teller). Această teorie este o dezvoltare a ecuației Langmuir și exprimă matematic dinamica adsorbției de la un monostrat (monolayer) de gaz pe suprafața unui solid și până la adsorbția multor straturi (multilayer), teorie care a adus o importantă contribuție la fizica și chimia suprafețelor.
Când a izbucnit al doilea război mondial, Teller s-a mobilizat la efortul de război. La recomandarea lui Theodore von Kármán, care lucra la Institutul de Tehnologie din California (Caltech), Teller a colaborat cu prietenul acestuia, Hans Bethe la dezvoltarea unei teorii a propagării undelor de șoc și a comportamentului gazelor de propulsie, teorie de bază în studiul rachetelor.
În 1941 a fost naturalizat cetățean al Statelor Unite.
În toamna lui 1942 a fost cooptat la Proiectul Manhattan, în „Secția (division) de fizică teoretică” și în aprilie 1943 s-a mutat la Los Alamos (la începutul lui 1943 s-a construit la Los Alamos, New Mexico, laboratorul de la Los Alamos). În 1946, dezamăgit de faptul că nu a primit sprijinul necesar pentru dezvoltarea bombei „Super”, pe care o considera superioară bombei atomice de fisiune, Teller a plecat de la Los Alamos și s-a întors la Universitatea Chicago ca profesor și colaborator al lui Enrico Fermi și Maria Goeppert-Mayer.
Teller a revenit, însă, la Los Alamos în 1950, ca urmare a hotărârii președintelui Truman de a da prioritate proiectului de dezvoltare a bombei cu hidrogen. A urmat o serie de eșecuri, explicate prin faptul că, după calculele matematicianului polonez Stanislaw Ulam și ale colaboratorului său Cornelius Everett, și confirmate de Fermi, calculele lui Teller erau greșite, ele prevăzând o cantitate de tritiu insuficientă pentru o bombă cu hidrogen. În 1951, în cele din urmă, Teller a preluat o idee nouă a lui Ulam și a conceput primul proiect funcțional de bombă cu hidrogen cu putere explozivă de ordinul megatonelor de TNT (dinamită). Nu se cunoaște exact și a rămas controversată distribuția contribuției celor doi colaboratori, cât din ideile lui Ulam și cât din cele ale lui Teller a dus la  crearea „Schemei Teller-Ulam”, baza teoretică a bombei cu hidrogen. Detonarea lui „Ivy Mike”, prima armă termonucleară construită conform schemei Teller-Ulam, la 1 noiembrie 1952, l-a găsit pe părintele bombei cu hidrogen la Laboratorului de Radiații al Universității California, pe care îl înființase, unde s-a retras, jignit de faptul că nu i s-a încredințat conducerea proiectul de construire a bombei.
La sfârșitul anilor '40, Teller a fost numit președinte al Comitetului pentru Siguranța Reactorilor din cadrul Comisiei Americane pentru Energie Atomică și a inițiat, formulat și pus în aplicare standarde de securitate a reactorilor nucleari. Ulterior a condus un proiect (cu societatea particulară General Atomics⁠(d)) de construire de reactorilor de cercetare în care o explozie nucleară să fie teoretic imposibilă (''TRIGA'' - Training, Research, Isotopes, General Atomics este un model de reactor nuclear de mici dimensiuni, construit de „General Atomics” după planurile fizicianului Freeman Dyson).
Între 1958-1960 Teller a fost director al Laboratorului Național Lawrence din Livermore⁠(d), California (Laboratorul Național Lawrence Livermore), LLNL, la fondarea căruia a contribuit (alături de Ernest O. Lawrence), și unde, apoi, a continuat ca director asociat. Ca profesor de fizică la Universitatea Berkeley Teller a fost președintele comisiei care a înființat Laboratorul de Științe Spațiale de la Berkeley.
Teller este și cel care a înființat Departamentul de Științe Aplicate de la Universitatea Davis, unde în 1963 s-a creat în onoarea sa «Catedra Profesor Edward Teller». În 1975 el s-a retras atât de la laborator cât și de la Berkeley, și a fost numit Director Emerit al Laboratorului Livermore și cercetător principal (engleză : Senior Research Fellow) la Institutul Hoover.

## Proiectul Manhattan
Statele Unite dețineau informații că oameni de știință ai Germaniei Naziste studiau posibilitatea producerii de arme nucleare. Proiectul Manhattan (denumit oficial Districtul Ingineresc Manhattan), se referă la perioada 1941–1946, când proiectul s-a aflat sub controlul Corpului de Geniu al Armatei SUA, sub administrația generalului Leslie Groves. Cercetarea științifică a fost condusă de fizicianul  american J. Robert Oppenheimer, profesor senior de fizică teoretică de la Universitatea Berkeley, California.
La 6 decembrie 1941, Statele Unite au început să dezvolte bomba atomică, sub supravegherea lui Arthur Compton, șeful catedrei de fizică de la Universitatea Chicago, care coordona cercetările în domeniul uraniului împreună cu universitățile Columbia, Princeton și  Berkeley. În cele din urmă, Compton și-a transferat cercetătorii de la Columbia și de la Princeton la laboratorul de metalurgie din Chicago, iar Enrico Fermi i s-a alăturat la sfârșitul lui aprilie 1942, preocupat fiind de construcția unui reactor de fisiune (Chicago Pile-1⁠(d)).
În 1942, Teller s-a întâlnit cu Fermi și a discutat cu el despre perspectivele războiului nuclear. Cu acest prilej, Fermi i-a sugerat posibilitatea dezvoltării unei arme bazate pe fuziunea nucleară, cu o putere superioară celor bazate pe fisiunea nucleară. Inițial, ideea lui Fermi i s-a părut nerealizabilă, apoi însă, a început să-l captiveze. Oppenheimer l-a invitat pe Teller la universitatea Berkeley, la un seminar pe tema proiectului Manhattan și a efortului Aliaților de a planifica și elabora arme atomice. La sesiunea de la Berkeley, în locul bombei atomice aflată în centrul discuției, Teller a propus o armă cu fuziune pe care a denumit-o „Super”, o primă versiune a ceea ce avea să devină bomba cu hidrogen. După două luni, Teller s-a prezentat la Chicago, fiind cooptat în proiect. La începutul lui 1943 s-a construit la Los Alamos, New Mexico laboratorul de la Los Alamos. Teller, aparținând  „secției (division) de fizică teoretică” s-a mutat în aprilie 1943 la Los Alamos, într-un apartament în cartierul celor angajați la proiect.

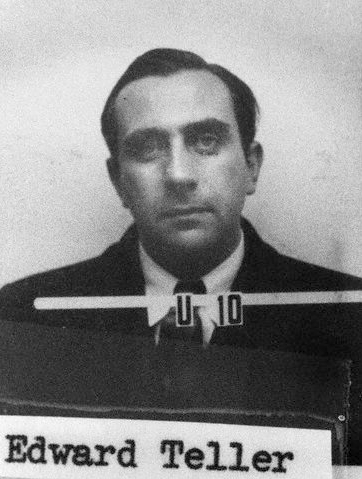
Legitimația lui Teller de la Los Alamos (Proiectul Manhattan)

În timpul războiului el a continuat să-și susțină ideile în favoarea unei arme cu fuziune, deși acestea nu primiseră prioritate pe considerentele că bomba atomică era mai abordabilă, că avea șanse mai bune de reușită și că ar fi fost suficientă pentru asigurarea victoriei în război. Frustrat de abandonarea proiectului bombei cu hidrogen și de faptul că nu a fost numit director al secției teoretice (fiindu-i preferat Hans Bethe), Teller s-a închistat în propriile sale preocupări în jurul perfecționării bombei „Super” și a refuzat să contribuie la calculele privind implozia bombei cu fisiune. Această autoizolare a dus la tensiuni între el și alți cercetători care trudeau din greu, conștienți fiind că fiecare zi de întârziere a proiectului prelungea războiul. Au trebuit angajați noi oameni de știință care să ajute la avansarea proiectului, printre care și Klaus Fuchs, care mai târziu s-a dovedit a fi un spion sovietic. Personalitate dificilă, irascibilă, se povestește că Teller își irita și vecinii de apartament, cântând , de pildă, la pian, la ore târzii din noapte. Totuși, nu s-a putut contesta că el a adus contribuții valoroase în cercetare, mai ales la elucidarea mecanismului de implozie.
Ulterior, Teller a declarat public că regretă utilizarea primelor bombe atomice împotriva unor orașe civile în timpul celui de-al doilea război mondial și a afirmat că, înainte de bombardarea orașului Hiroshima, ar fi încercat să-l convingă pe Oppenheimer să susțină la Casa Albă posibila suficiență a unei „explozii demonstrative a unei bombe atomice” care să poată fi observată de comandamentul armatei japoneze și de cetățenii japonezi, înainte de a fi folosită pentru a omorî mii de oameni. „Mai bine un scut decât o sabie” a fost titlul uneia din cărțile scrise de el despre acest subiect.
Dovezile privind această poziție a lui Teller sunt contradictorii. În anii 1970, a apărut o scrisoare a lui Teller către Leo Szilard, datată 2 iulie 1945:
„Singura noastră speranță este să punem faptele rezultatelor noastre înaintea oamenilor. Aceasta ar putea ajuta la a convinge întreaga lume că următorul război va fi fatal. În acest scop, utilizarea (unei bombei) în luptă ar putea fi salutară.”
Istoricul Barton Bernstein⁠(d) a spus că afirmația lui Teller conform căreia ar fi fost un „adversar pe ascuns” al utilizării armei este „neconvingătoare”.

### Demiterea lui Oppenheimer
Oppenheimer, șeful laboratoarelor de la Los Alamos și membru al Comisiei pentru Energie Atomică, s-a aflat cu Teller într-un permanent conflict în probleme de cercetare în domeniile fuziunii și fisiunii. Deși îl considera pe Teller recalcitrant, mereu protestatar și necooperant la efortul comun în cadrul proiectului Manhattan, Oppenheimer l-a tolerat, recunoscând în el pe unul dintre marii fizicieni ai timpului. Teller l-a antipatizat pe Oppenheimer pentru că nu i-a acordat sprijinul scontat pentru fabricarea bombei „Super”. În 1954, când a început ancheta împotriva lui Oppenheimer pe motiv de simpatii anterioare pro-comuniste (în realitate, ca țap ispășitor al ineficienței sistemului de contra-spionaj, care nu a putut bloca transmiterea secretelor bombei atomice Uniunii Sovietice), Teller a fost singurul membru al comunității de la Los Alamos care a depus o mărturie împotriva sa. Mărturia lui Teller cuprindea critici și aprecieri negative la adresa fostului său șef și a criticat deciziile lui Oppenheimer de a nu investi mai mult efort în cercetările sale, spunând:
„Dacă este o chestiune de înțelepciune și judecată, așa cum s-a dovedit prin faptele sale începând din 1945, aș spune că ar fi mai înțelept să nu i se acorde acces”.
Întrebat la audieri de procurorul Roger Robb dacă intenționa să sugereze „că Dr. Oppenheimer nu este loial Statelor Unite," Teller a răspuns:
„Nu vreau să sugerez așa ceva. Îl cunosc pe Oppenheimer ca pe o persoană cu un intelect deosebit de alert și o persoană foarte complexă, și cred că ar fi greșit ca eu să-i analizez în vreun fel motivele. Dar întotdeauna am presupus, și presupun și acum că el este loial Statelor Unite. Cred aceasta, și o voi crede până când voi vedea dovezi foarte concludente ale contrariului”.
Întrebat dacă crede că Oppenheimer este un „risc de securitate”, a declarat:
„Într-un număr mare de cazuri Dr. Oppenheimer a acționat (...) într-o manieră care pentru mine a fost deosebit de dificil de înțeles. Am fost în dezacord cu dânsul în numeroase probleme și acțiunile lui mi se păreau, sincer să fiu, confuze și complicate. De aceea, simt că aș dori să văd interesele vitale ale acestei țări în mâinile unor oameni pe care i-aș înțelege mai bine și în care, astfel, aș avea mai multă încredere. În acest sens foarte limitat aș dori să-mi exprim sentimentele că, personal, m-aș simți mai în siguranță dacă problemele publice ar fi în grija altcuiva”.
Teller a afirmat și că conducerea Laboratorului Los Alamos de către Oppenheimer a fost o „realizare deosebită” atât în calitatea sa de om de știință cât și cea de administrator, lăudându-i „mintea foarte iute” și afirmând chiar că a fost „un director excelent și minunat”.
Oppenheimer și-a pierdut, în cele din urmă, drepturile de acces la informațiile clasificate, independent de mărturia sinuoasă, bazată pe aprecieri generale și lipsită de substrat faptic a lui Teller, care nu putea sprijini un act de acuzare.
Teller a negat în mod constant că a intenționat să-l condamne pe Oppenheimer, și a susținut chiar că a încercat să-l exonereze, deși cu șase zile înainte de audiere s-a întâlnit cu un ofițer de legătură al Comisiei pentru Energie Atomică care, cunoscând conflictul dintre cei doi, i-ar fi sugerat să fie dur și să nu atenueze acuzațiile din mărturie. Personalitate mai dificilă, greu sociabilă și marginalizată, Teller nu a fost simpatizat de colegii de la Los Alamos. Depoziția sa la ancheta contra lui Oppenheimer, considerată ca o lipsă de loialitate, a dus la o ruptură gravă între Teller și mulți din colegii săi, care l-au ostracizat public, în presă și în mediul universitar. Ei au insinuat că mărturia împotriva lui Oppenheimer a fost o tentativă de a-l înlătura pe acesta din poziția pe care o ocupa, astfel încât Teller să devină adevăratul lider al comunității americane a cercetătorilor în domeniul nuclear.

## Bomba cu hidrogen

Schema Teller-Ulam a păstrat combustibilii de fisiune și de fuziune separați fizic unul de altul, și a utilizat radiația de la dispozitivul principal, reflectată de carcasa înconjurătoare pentru a-l comprima pe cel secundar.

În 1946, Teller a participat la o conferință în care s-au discutat proprietățile combustibililor termonucleari, cum ar fi deuteriul și posibilitatea proiectării unei bombe cu hidrogen. S-a ajuns la concluzia că evaluarea de către Teller a bombei de hidrogen a fost prea optimistă, și că atât cantitatea de deuteriu necesară, cât și pierderile de radiații din timpul arderii deuteriului îi pun la îndoială fezabilitatea. Adăugarea de tritiu (foarte costisitor) la amestecul termonuclear ar fi putut să-i coboare temperatura de aprindere, dar chiar și așa, nu se știa atunci cât tritiu avea să fie necesar, și dacă adăugarea de tritiu ar fi facilitat propagarea căldurii. La sfârșitul conferinței, făcând abstracție de împotrivirea lui Robert Serber⁠(d) și a altora, Teller a trimis un raport deosebit de optimist în care spunea că o bombă cu hidrogen era realizabilă, și că dezvoltarea ei trebuie încurajată. Fuchs, care a participat și el această conferință, a transmis această informație la Moscova. Modelul „Superului clasic” al lui Teller era atât de nesigur încât Oppenheimer avea să spună mai târziu că și-ar fi dorit ca și rușii să-și construiască o bombă cu hidrogen conform acelui proiect, pentru că era sigur că aceștia și-ar fi pierdut în acest fel mult timp prețios.
În urma primei experiențe cu bomba atomică sovietică, la 29 august 1949, președintele Truman a aprobat un program rapid de dezvoltare a bombei cu hidrogen. Teller s-a întors la Los Alamos în 1950 pentru a conduce acest proiect. Răbdarea sa limitată față de „colegii lipsiți de eficiență și de imaginație” și de baterea pasului pe loc în desfășurarea programului i-au deteriorat relațiile cu ceilalți cercetători. Fapt este că niciuna dintre propunerile sale (și nici ale altora), nu erau funcționale. Proiectul sovietic al bombei cu hidrogen a fost afectat și el, în urma informațiilor eclectice pe care spionul Klaus Fuchs le transmitea la Moscova, cu numeroase detalii tehnice incorecte care făceau nerealizabilă o bombă cu hidrogen dezvoltată pe baza lor. Ulterior, oamenii de știință ruși care lucraseră la bomba cu hidrogen sovietică au afirmat și ei, că acele prime idei erau  nerealizabile, și au susținut că au realizat bomba independent de americani B.
În 1950, după cum s-a amintit mai sus, după calculele lui Ulam și Everett, și confirmate de Fermi, estimările lui Teller prevedeau o cantitatea de tritiu insuficientă pentru o bombă cu hidrogen, deoarece chiar cu o cantitate mai mare de tritiu, pierderile energetice prea mari în procesul de fuziune nu ar fi putut permite propagarea fuziunii. Totuși, în 1951, Teller a preluat o idee nouă a lui Ulam și a dezvoltat primul proiect funcțional de bombă cu hidrogen cu putere de ordinul megatonelor. Este greu de apreciat cât din ideile lui Ulam și cât din cele ale lui Teller au apărut în proiect, ponderea contribuției fiecăruia rămânând controversată.
Într-un interviu acordat în 1999 publicației Scientific American, Teller a spus: 
„Eu am contribuit; Ulam nu. Îmi pare rău că trebuie să răspund atât de tăios. Ulam era pe drept nemulțumit de o abordare veche. El a venit la mine cu o parte de idee pe care o dezvoltasem și eu și pe care aveam dificultăți să o fac ascultată. El a fost dispus să semneze un articol. Când a venit apoi vorba să apărăm acel articol și să dezvoltăm pe marginea lui, el a refuzat. El a zis: «Nu cred în el.»”
Iar Ulam nu s-a lăsat dator, declarând că „Teller a produs doar o versiune „mai generalizată” a proiectului original al lui Ulam”.

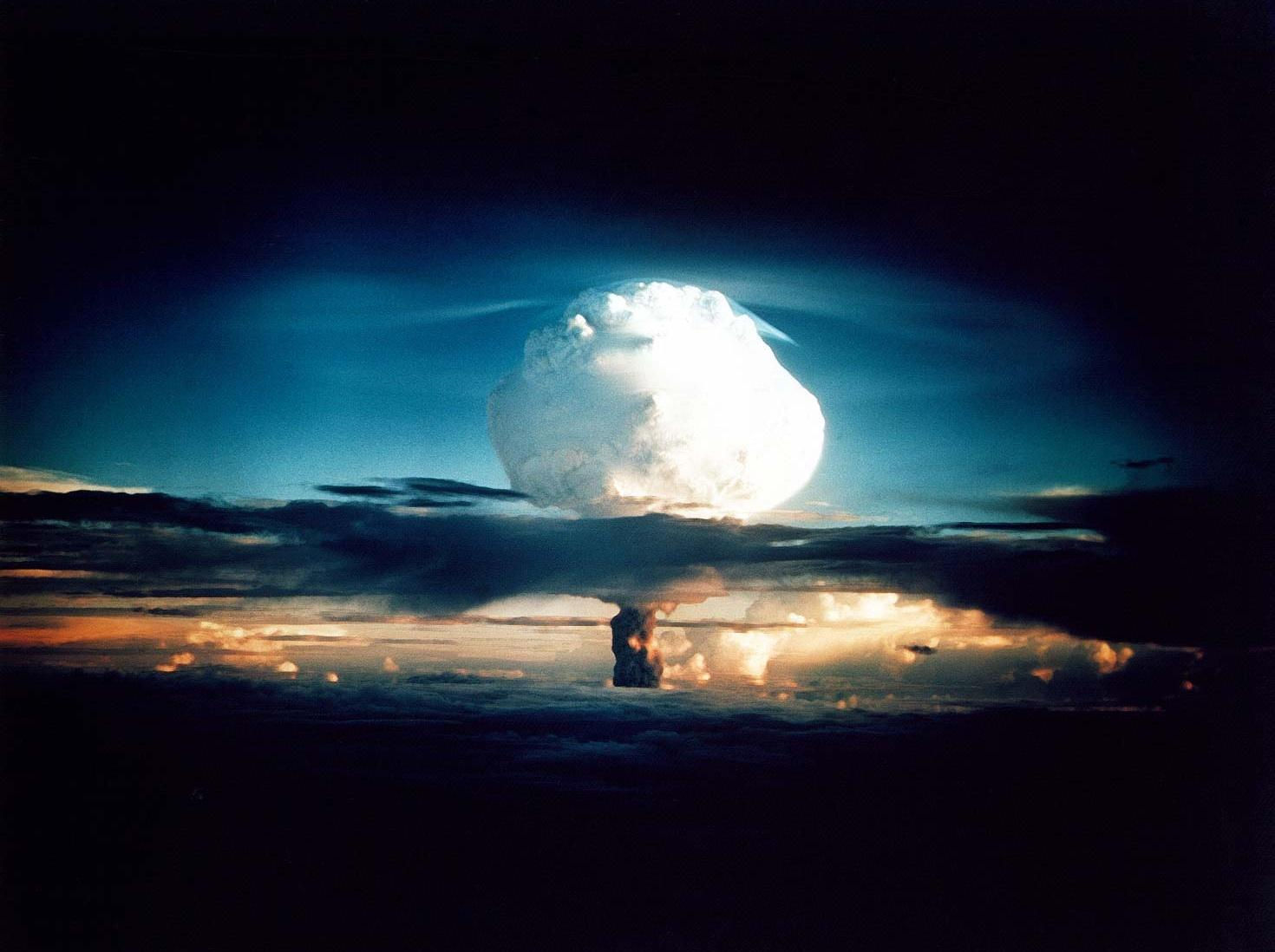
Explozia Ivy Mike2

Cu toată tensiunea care exista între Teller și Bethe, fostul său prieten și șeful său direct de la Los Alamos, care îi refuzase suplimentarea de fonduri și de personal, acesta din urmă considera contribuția lui Teller la inventarea bombei cu hidrogen o inovație veritabilă  După cum s-a exprimat Bethe, munca lui Teller era o „lovitură de geniu”. Alți oameni de știință, adversari ai lui Teller, precum J. Carson Mark⁠(d), au susținut că Teller nu s-ar fi apropiat niciodată de rezultat fără ajutorul lui Ulam și al altora.
După Carey Sublette de la Arhiva Armamentului Nuclear, Ulam era cel care a venit cu ideea folosirii compresiei prin implozie declanșată de radiații în  dezvoltarea armelor termonucleare, dar Teller a fost primul care a propus în 1945 amplificarea fuziunii, esențială pentru miniaturizare și pentru fiabilitate și care este folosită astăzi în toate armele nucleare.
Marea realizare — ale cărei detalii au rămas secrete încă și în 2009 — a fost, se presupune, separarea componentelor de fisiune și a celor de fuziune ale armei, și utilizarea radiației produse de bomba cu fisiune pentru a comprima combustibilul de fuziune înainte de a-l aprinde. Totuși, doar comprimarea nu ar fi fost suficientă, iar cealaltă idee crucială — aranjarea bombei cu separarea primarului de secundar — pare să fi fost contribuția exclusivă a lui Ulam. De asemenea, ideea lui Ulam pare a fi utilizarea unui șoc mecanic inițial pentru a încuraja ulterior fuziunea, în timp ce Teller a considerat că radiația inițială ar putea avea rezultate mult mai rapide și mai eficiente. Unii membri ai laboratorului (în particular J. Carson Mark) au afirmat ulterior că ideea de a utiliza radiația i-ar fi venit în cele din urmă oricui ar fi lucrat la procesele fizice implicate, și că motivul evident pentru care Teller s-a gândit imediat la radiație a fost acela că lucra deja la testele „Sera” pentru primăvara lui 1951, în care urma să fie investigat efectul energiei unei bombe cu fisiune asupra unui amestec de deuteriu și tritiu.
Schema Teller-Ulam a fost primită de toți colaboratorii ca răspunsul îndelung căutat. Chiar și Oppenheimer, care se opusese  proiectului, a recunoscut că ideea este frumoasă din punct de vedere tehnic.

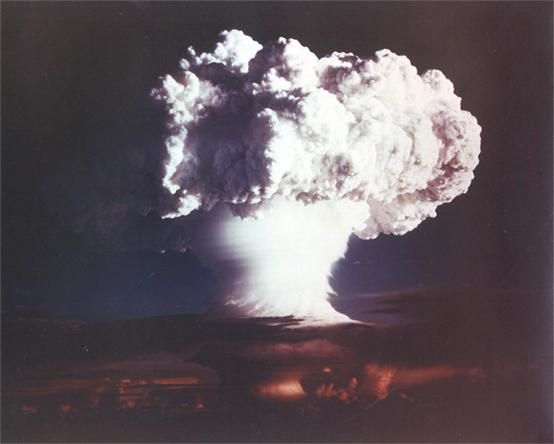
Explozia bombei H „Ivy Mike”, cu puterea de 10.4 Mt dinamită - 1952

Cu toată ponderea personală în realizarea bombei H, Teller nu a fost numit să conducă proiectul de construire. Dezamăgit, el a părăsit Los Alamos și s-a angajat în 1952 la Laboratorului de Radiații de la Universitatea California, înființat la insistențele lui.
După detonarea lui „Ivy Mike”, prima armă termonucleară în configurația Teller-Ulam, la 1 noiembrie 1952, presa l-a încununat pe Teller cu titlul de „părintele bombei cu hidrogen”. Teller nu a participat la test spunând că nu se simte binevenit la Pacific Proving Grounds⁠(d) și a observat rezultatele pe un seismograf din subsolul unei săli de la Berkeley.
Era clar că rămânea doar o chestiune de timp dezvoltarea și de către URSS și de alte state  a unor arme cu putere destructivă echivalentă, de ordinul megatonelor de TNT. Fiind vorba de un proiect secret, oficialitățile americane au publicat date puține și generale despre bombă, așa că presa a completat din imaginație lipsa de informații corecte, atribuind adesea întreaga realizare a bombei lui Teller și laboratorului său de la Livermore (când de fapt proiectul fusese dezvoltat la Los Alamos).
Colegi ai lui Teller l-au acuzat de faptul că îi plăcea să primească credit pentru realizări la care adusese doar o contribuție parțială. La sfatul lui Fermi, Teller a scris un articol intitulat Rodul muncii multor persoane (The Work of Many People) care a apărut în revista „Science” în februarie 1955, în care a accentuat faptul că nu a fost singur în proiectul de elaborare a armei. Ulterior, a revenit în memoriile sale asupra acestei afirmații și a susținut că a spus în acel articol din 1955 o „mică minciună” pentru „a alina sentimentele rănite”, și a revendicat din nou toate meritele pentru invenție.
Teller era adesea absorbit în proiecte interesante din punct de vedere teoretic, dar nerealizabile practic (Proiectul „Super” este doar un exemplu). Despre lucrul la bomba cu hidrogen, Bethe a spus:
„Nimeni nu-l va acuza pe Teller pentru greșelile din calculele din 1946, mai ales pentru că la Los Alamos nu erau disponibile mașini de calcul adecvate. El a fost acuzat la Los Alamos că a atras laboratorul, și prin acesta toată țara, într-un program aventuros pe baza unor calcule despre care chiar și el trebuia să fi știut că sunt incomplete.”
În timpul Proiectului Manhattan, Teller a lucrat la dezvoltarea unei bombe cu hidrură de uraniu, despre care mulți dintre ceilalți teoreticieni spuneau că nu poate funcționa. La Livermore, Teller a continuat să lucreze la această bombă, iar rezultatul a fost un eșec. Ulam a scris unui coleg despre o idee pe care o împărtășea cu Teller: „Edward este plin de entuziasm privind aceste posibilități; aceasta ar putea să fie un indiciu că ele, poate, nu vor funcționa.” Fermi spunea despre Teller că este singurul monomaniac cu mai multe manii.
Carey Sublette de la Nuclear Weapon Archive susține că Ulam a avut ideea designului armelor termonucleare cu compresie prin implozia cu radiații, dar că pe de altă parte Teller nu a primit suficient credit pentru faptul că a fost primul care a propus fisiunea dopată în 1945, care a fost esențială pentru miniaturizare și fiabilitate și care este utilizată în toate armele nucleare de astăzi.

### Operația Plowshare

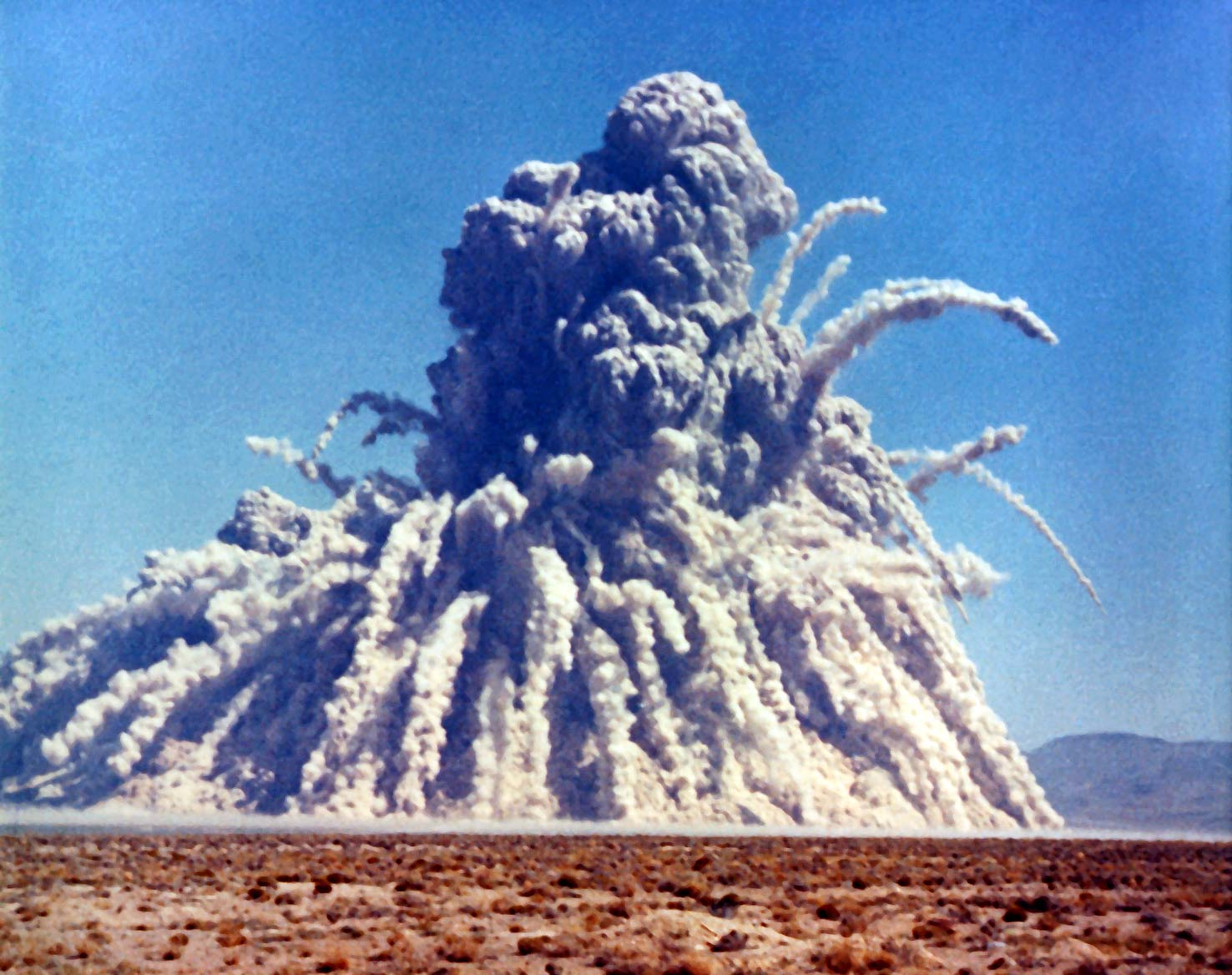
Experimentarea unei explozii nucleare în scopuri civile, pentru deplasări de pământ, Sedan, 1962

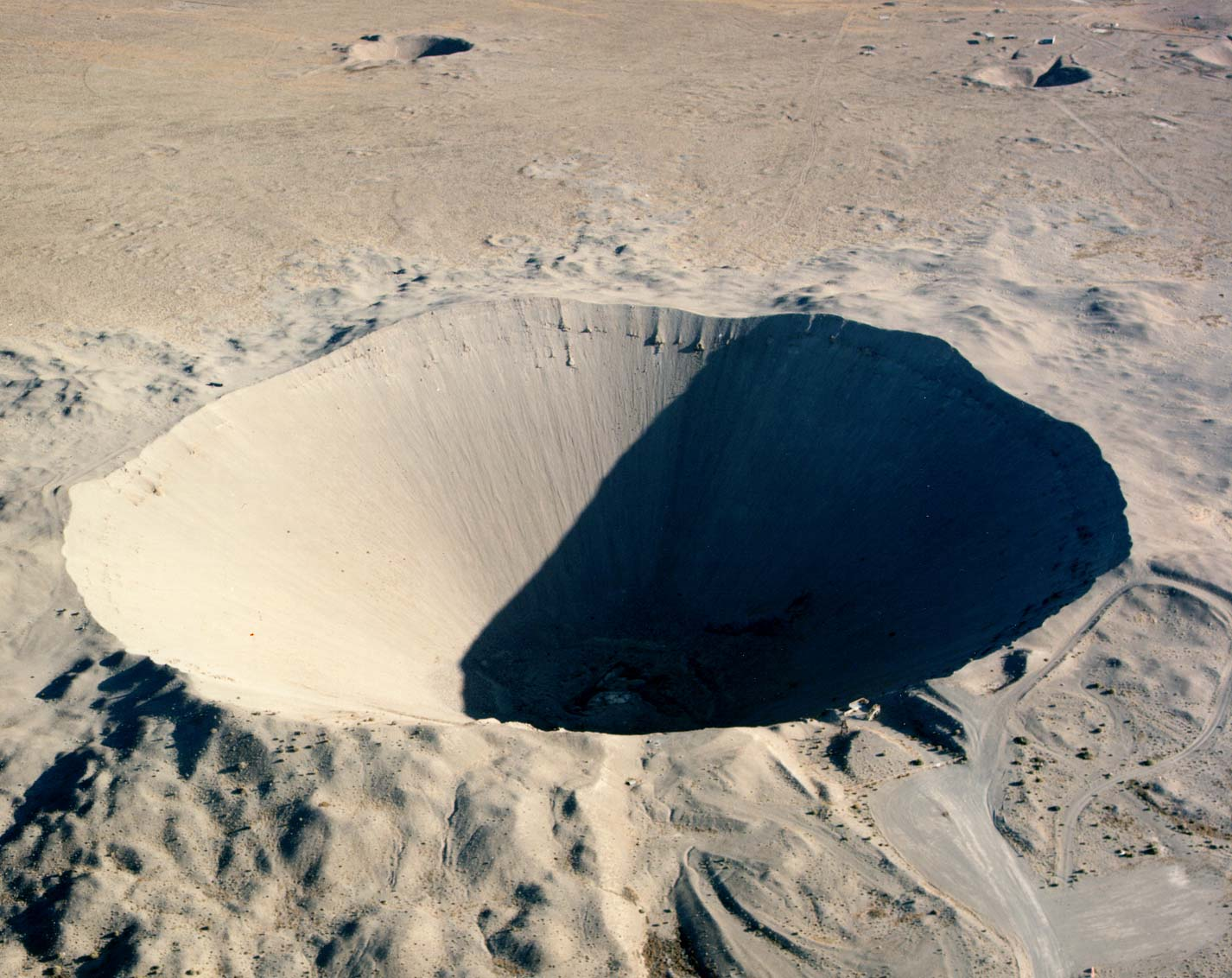
Rezultatul exploziei Sedan (1962): excavarea 12 milioane de tone de pământ a creat un crater de 97,5 m. adâncime și un diametru de 390,1 m.

Operația (Proiectul) Plowshare a fost numele dat în Statele Unite în 1961 proiectelor și tehnologiilor create cu scopul de a folosi energia atomică în scopuri pașnice (Explozii Nucleare Pașnice) (PNE). Uniunea Sovietică a lansat – la rândul său – un proiect identic, numit Explozii Nucleare pentru Economia Națională (rusă Мирные ядерные взрывы в СССР).  
Comisia de Energie Atomică (AEC) a experimentat posibilitatea unei mari excavații nucleare controlate în pustiul Nevada (acțiunea „Sedan” din 6 iulie 1962).
Printre lucrările considerate adecvate acestei metode erau incluse: 
- O nouă albie a Canalului Panama, "Pan-Atomic Canal", care ar fi străbătut regiunile montane din Nicaragua.
- Caverne subterane pentru a folosi ca rezervoare de apă, gaz natural, petrol.
- Unirea aquiferelor subterane din Arizona.
- Proiectul Carryall de formare a unei albii pentru transportul apei în Valea Sacramento, California [69].
- Proiecte pentru extrageri de petrol[70], etc.

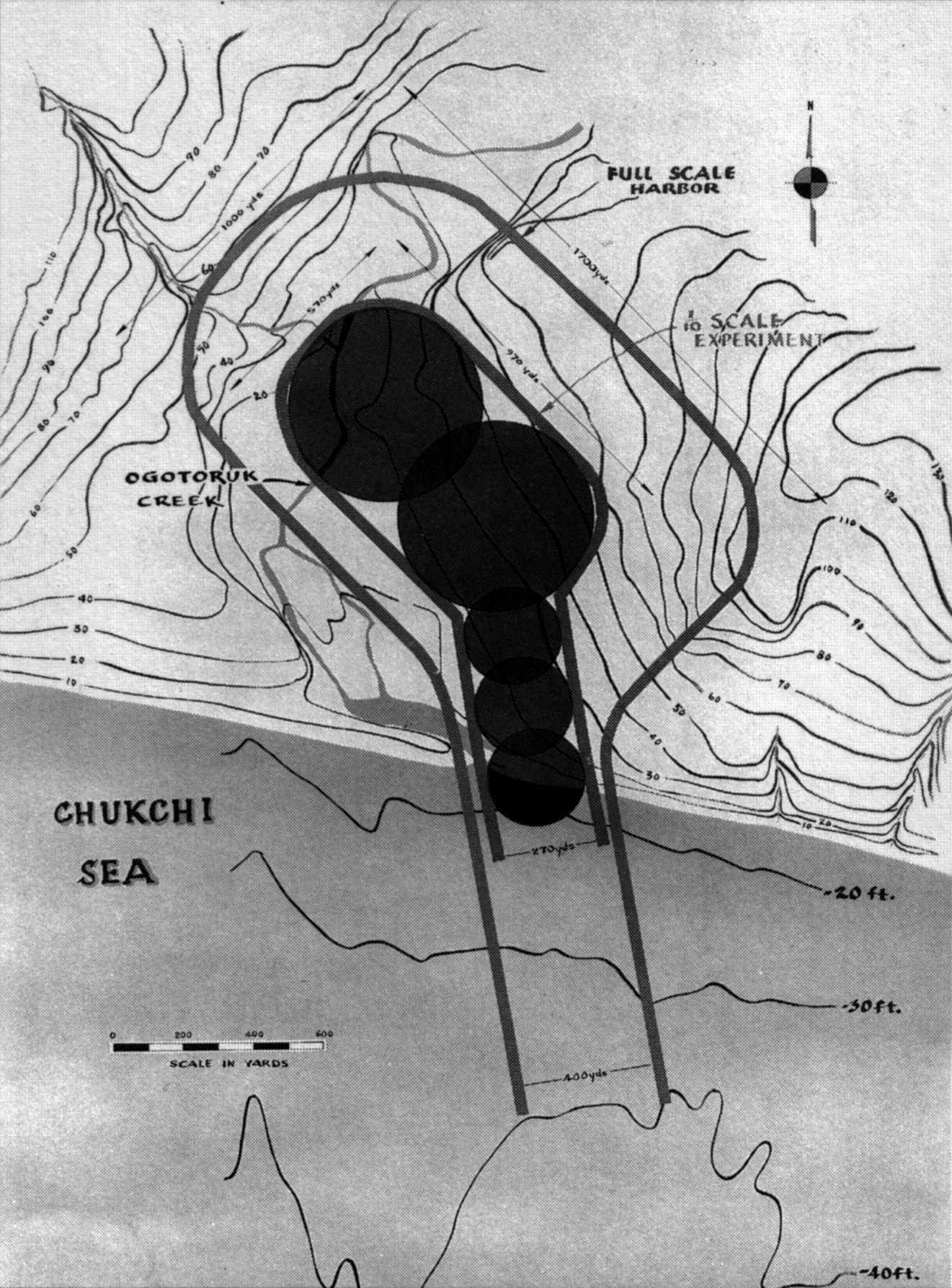
Una dintre schemele proiectului Chariot implica înlănțuirea a cinci dispozitive termonucleare pentru a crea un port artificial.

Operația Plowshare cuprindea și două propuneri ale lui Teller: 
- „Proiectul Chariot” urmărea utilizarea unei bombe cu hidrogen pentru a excava un port cu ape adânci cu o lungime de peste 1,6 km și cu o lățime de 800 m pentru transportul resurselor de cărbune și petrol de la Point Hope⁠(d), Alaska. Comisia pentru Energie Atomică a SUA a acceptat propunerea lui Teller în 1958 și aceasta a primit numele de cod Proiectul Chariot. În timp ce Comisia efectua studii de fezabilitate în Alaska, și după ce a rezervat terenul respectiv din domeniul public, Teller a prezentat public beneficiile economice ale planului, dar nu a reușit să convingă liderii locali că este viabil din punct de vedere financiar[71]. Alți oameni de știință au criticat proiectul ca fiind potențial periculos pentru fauna și flora regiunii și pentru localnicii inupiat[72] În plus, s-a dovedit că portul ar fi fost închis de ghețuri nouă luni pe an. În cele din urmă, din cauza nefezabilității financiare a proiectului și din cauza îngrijorărilor privind potențialele problemele de sănătate cauzate de radiații, proiectul a fost abandonat în 1962.
- Un experiment similar susținut de Teller a fost cel de a extrage țiței din regiunea Athabasca din nordul provinciei canadiene Alberta cu ajutorul exploziilor nucleare. Planul a primit acordul guvernului Albertei, dar a fost respins de guvernul federal canadian care se opunea utilizării de arme nucleare în Canada[73].

Proiectele propuse în cadrul Operației Plowshare de folosire a energiei atomice în scopuri civile nu au fost aplicate în Statele Unite și în Canada, deoarece au trezit acerbe discuții contradictorii publice și au fost abandonate unul după altul.

### Războiul rece
Pe lângă activitatea sa de susținere a folosirii energiei nucleare în scopuri civile, după izbucnirea războiului rece și „cursei înarmărilor”, pentru a contrabalansa amenințarea nucleară sovietică, Teller a sprijinit crearea unui arsenal nuclear puternic și a unui program intensiv de experiențe nucleare, bazate pe creșterea cheltuielilor militare. În 1958, a fost unul dintre semnatarii raportului subcomisiei militare a Proiectului pentru Studii Speciale, finanțat de Rockefeller Brothers, care cerea o creștere cu 3 miliarde de dolari a bugetului militar anual al SUA.

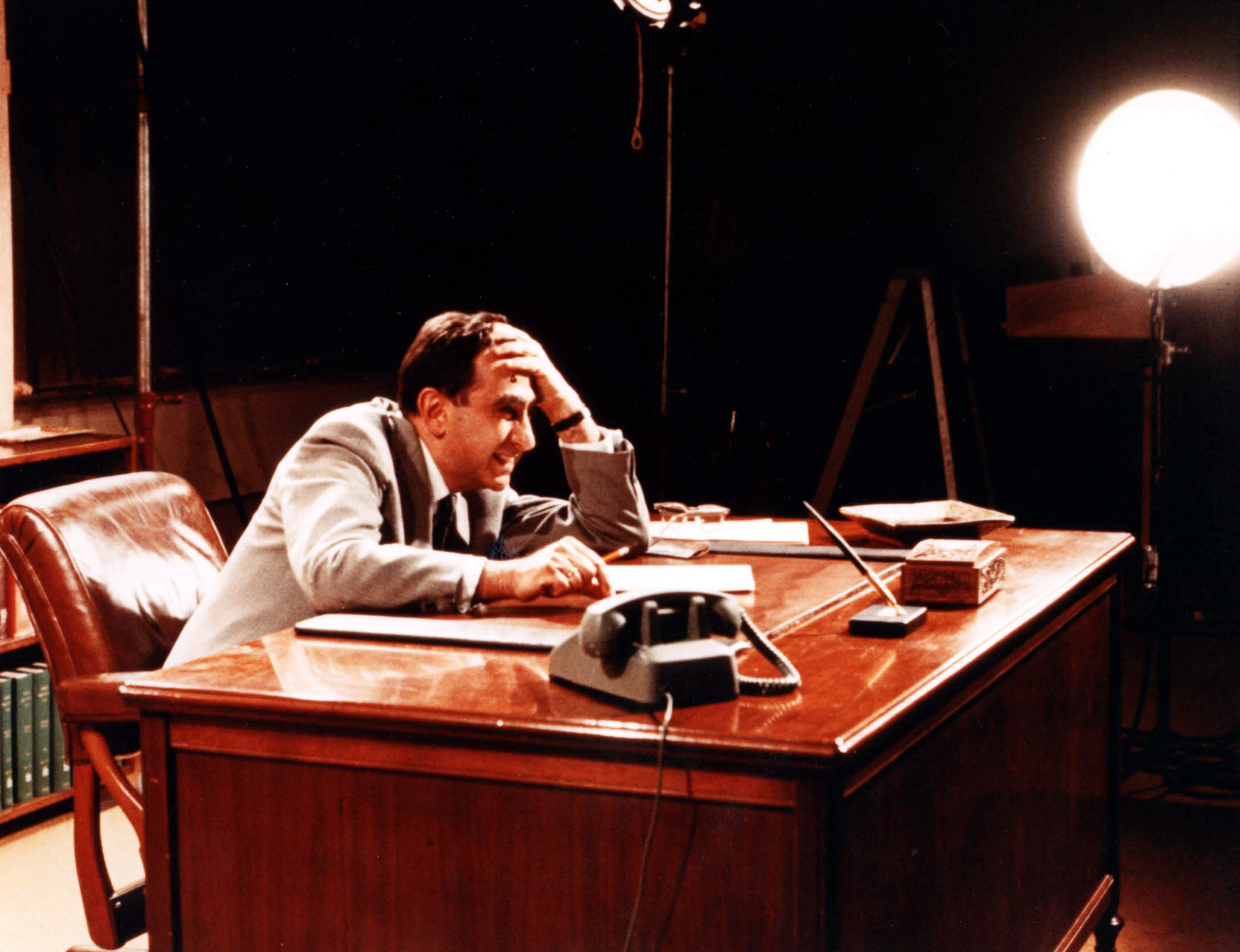
Teller într-un interviu televizat (1960).

A fost un susținător neobosit al unui program nuclear puternic și a militat pentru continuarea exploziilor experimentale și a dezvoltării armelor atomice. El a renunțat la directoratul de la Livermore pentru a putea activa (lobby) împotriva propunerii de interzicere a acestor experiențe. A depus mărturie în fața Congresului împotriva interzicerii exploziilor experimentale și a apărut și la televiziune aducând argumente împotriva ei.
În anii '80, Teller a demarat o campanie pentru Inițiativa Defensivă Strategică (SDI), numită de critici Războiul stelelor (engleză „Star Wars”), după numele unei celebre serii de filme. Ideea consta în a utiliza laseri, fluxuri de particule și rachete terestre și de pe sateliți pentru a distruge rachetele balistice intercontinentale rusești lansate într-un eventual atac catastrofal asupra Statelor Unite și a lagărului lumii libere.
Mulți oameni de știință s-au opus  SDI-ului din motive morale sau politice, și nu numai din rațiuni pur tehnice. Ei au susținut că, chiar dacă s-ar putea produce un sistem eficient, el ar submina sistemul Distrugere reciprocă asigurată ((engleză Mutually Assured Destruction, MAD) care împiedica un război termonuclear total între democrațiile occidentale și blocul comunist și că o apărare eficientă ar face un astfel de război „câștigabil” și deci mai probabil să aibă loc. Fizicienii Bethe, Richard Garwin⁠(d) de la IBM și colegul acestuia de la Universitatea Cornell, Kurt Gottfried, au scris în revista Scientific American un articol care analiza sistemul și concluziona că orice inamic ar putea dezactiva acest sistem prin diversiuni.
Teller și colaboratorul său Lowell Wood⁠(d) au fost acuzați în presă că ar fi supraevaluat deliberat utilitatea programului și că ar fi încurajat concedierea unui director de laborator (Roy Woodruff) care încercase să corecteze greșelile.
Deși Teller și inițiativa sa au fost atacați și persiflați de medie și de „luptătorii pentru pace”, s-au alocat fonduri pentru demararea programului, fapt care a fost suficient pentru a calma și a pune în defensivă statele Pactului de la Varșovia.
Odată cu încetarea războiului rece, acest proiect a fost abandonat.

### Energia nucleară și Israelul
Edward Teller a fost consultat adesea atât în SUA cât și peste hotare în legătură cu diverse proiecte științifice și economice, legate de uzul energiei nucleare.
Pentru Israel, devenit stat independent în 1948 și unde s-a stabilit și sora sa, Emma, Teller a nutrit o simpatie deosebită.    
Ziaristul israelian Michael Karpin susține în cartea sa „Bomba din subsol” (engleză "The Bomb in the Basement") că vreme de douăzeci de ani, Teller a consiliat Israelul, în probleme de energie nucleară în general, și în particular privind construirea unei bombe cu hidrogen. În 1952, Teller și Oppenheimer au avut o întâlnire cu premierul israelian Ben Gurion la Tel Aviv, în care l-au sfătuit pe acesta că cea mai bună metodă de a acumula plutoniu era „arderea” uraniului natural într-un reactor nuclear. Din 1964, Teller și-a reînnoit legătura cu Israelul făcând cunoștință cu fizicianul Yuval Ne'eman (Premiul Albert Einstein - 1970), unul din conducătorii cercetării nucleare din Israel care se afla în an sabatic în SUA. Din inițiativa lui Neeman, Teller a revenit în Israel și și-a expus opiniile strategice în fața succesorului lui Ben Gurion la cârma guvernului  israelian, Levi Eshkol.
Între 1964 și 1967, Teller a vizitat Israelul de șase ori, ținând cursuri la Universitatea Tel Aviv, instituție recent înființată și de care a fost atașat în cursul anilor. El ar fi fost printre cei care au sfătuit pe liderii israelieni să nu se lase tentați să semneze Tratatul de Neproliferare Nucleară. În 1967 când programul israelian se apropia de final (în principal cu asistență franceză), Teller l-a avertizat pe Neeman că va anunța CIA că Israelul a dezvoltat arme nucleare, lucru justificabil de situația geopolitică care a dus la Războiul de șase zile. El a afirmat și că nu va aștepta cu acest raport până ce această țară va efectua prima experiență atomică, deoarece el apreciază că o astfel de experiență nu va avea loc.
Afirmațiile ziaristului Michael Karpin cu privire la arma atomică israeliană nu au fost confirmate de oficialitățile americane și au fost dezmințite de autoritățile israeliene competente.
Teller a fost consultat adesea și în legătură cu proiecte civile ale economiei israeliene. De pildă a fost dintre cei care s-au opus planului construcției canalului Marea Moartă-Marea Mediterană; de asemenea s-a pronunțat în favoarea construirii de reactori nucleari pentru producerea de electricitate și a folosirii energiei nucleare în desalinizarea apei de mare, fără însă ca aceste proiecte să fi fost până la urmă traduse în viață.

## Dr. Strangelove
Pe fundalul disputei publice provocată de Războiului din Vietnam (1959 - 1975) omul de știință a devenit ținta antipatiei, oprobriului mediatic și al frontului de luptă pentru pace, care l-au demonizat, persiflat și atacat pe toate căile. Participarea lui Teller la Proiectul Manhattan, datorită personalității sale dificile și izolării sale, a fost secundară, fapt care nu l-a salvat de acuzația sugerată că a fost principalul vinovat al masacrului populației civile la Hiroșima și Nagasaki.
Schema Teller-Ulam - bomba cu hidrogen - a rezultat din colaborarea unui larg grup de oameni de știință și tehnicieni, dar a avut un singur părinte (Teller a scris un articol intitulat Munca multor oameni (în engleză The Work of Many People) care a apărut în revista „Science” în februarie 1955, în care a accentuat faptul că nu a fost singur în proiectul de elaborare a armei). Oppenheimer a fost demis din Proiectul Manhattan pe motive de securitate și de neîncredere ale conducătorilor proiectului, dar toată vina a căzut pe mărturia presupus infamantă și lipsa de loialitate a lui Teller.
Teller, ca unul dintre marii fizicieni ai vremii, a fost în mai multe rânduri în fruntea listei de candidați la Premiul Nobel pentru Fizică, dar Academia suedeză nu și-a putut permite să acorde acest premiu părintelui bombei cu hidrogen. În schimb, intelectualii puși pe șotii i-au conferit în 1991 unul din primele premii Ig Nobel pentru Pace pentru „eforturile sale de o viață pentru a schimba semnificația actuală a păcii” („ignobel” înseamnă „ignobil”, „om de nimic”, „lipsit de valoare”, „terchea-berchea”).
În 1979 s-a produs un accident prin creșterea presiunii de apă la unul dintre reactorii nucleari de la Three Mile Island (accidentul de la Three Mile Island), Harrisburg. În cadrul reclamei pentru ultimul ei film, Sindromul Chinezesc, ce prezenta un accident nuclear și care fusese lansat cu puțin mai mult de o săptămână înaintea incidentului, actrița Jane Fonda a pornit o campanie deosebit de mediatizată împotriva energiei nucleare, ca un pericol împotriva omenirii. Ca răspuns, Teller a luat poziție în favoarea acesteia, declarând că este sigură și viabilă. Efortul depus i-a provocat un infarct miocardic, pentru care a acuzat-o pe Jane Fonda. Teller a scris și un editorial care a apărut pe două pagini în Wall Street Journal, numărul din 31 iulie 1979, intitulat „I was the only victim of Three-Mile Island” („Am fost singura victimă a [accidentului de la] Three-Mile Island”), care începea astfel:
| “ | La 7 mai, la câteva săptămâni după accidentul de la Three-Mile Island, eram în Washington. Eram acolo pentru a para o parte din propaganda pe care Ralph Nader⁠(d), Jane Fonda și ai lor o debitează în media în tentativa de a speria oamenii de energia nucleară. Am 71 de ani, și am lucrat câte 20 de ore pe zi. Oboseala a fost prea mare. A doua zi, am suferit un infarct. S-ar putea spune că sunt singura persoană a cărei sănătate a fost afectată de reactorul de lângă Harrisburg. Ba nu, greșesc. Nu de reactor, ci de Jane Fonda. Reactorii nu sunt periculoși. | ” |

A doua zi, The New York Times a contraatacat cu un editorial în care a criticat articolul lui Teller, susținând că acesta a fost sponsorizat de „Dresser Industries”, firma care fabricase una dintre valvele defecte care au contribuit la accidentul de la Three Mile Island.
Teller este considerat a fi una din sursele de inspirație pentru personajul Dr. Strangelove (Dr. Strangelove, or How I Learned to Stop Worrying and Love the Bomb) din filmul satiric din 1964 al lui Stanley Kubrick cu același titlu (după alte speculații, sursa de inspirație ar fi fost teoreticianul de la RAND Herman Kahn⁠(d), proiectantul de rachete Wernher von Braun, sau Secretarul pentru Apărare Robert McNamara). În interviul din 1999 acordat revistei Scientific American, se arată că la o întrebare legată de acest subiect, Teller s-a arătat jignit: „Nu mă cheamă Strangelove. Nu știu despre Strangelove. Nu mă interesează Strangelove. Ce altceva pot să spun?... Uite, mai repetă asta de vreo trei ori, și te dau afară din birou”.
Laureatul Premiului Nobel pentru Fizică Isidor Isaac Rabi s-a exprimat că „lumea ar fi fost mai bună fără Teller”.
Grupul punk american Bad Religion⁠(d), în albumul No Substance⁠(d) i-a dedicat lui Teller un cântec: „Cel mai mare criminal din istoria americană” (engleză :the biggest killer in american history).

## Moștenirea

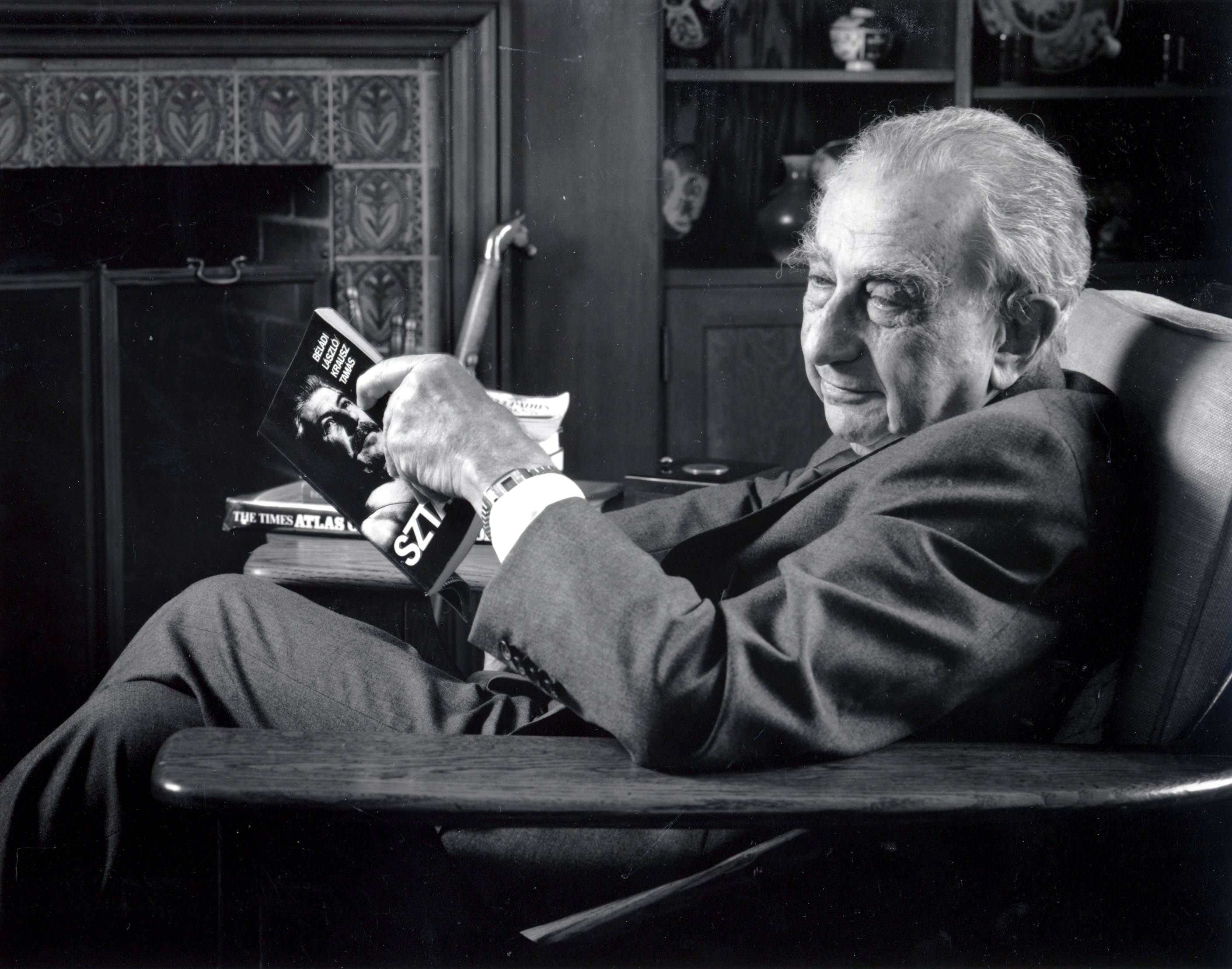
Edward Teller la bătrânețe

Edward Teller a decedat la vârsta de 95 de ani, la Stanford, California la 9 septembrie 2003.
În lunga sa viață el a adus contribuții în fizica nucleară și moleculară, spectroscopie (efectele Jahn-Teller și Renner-Teller), și a fizicii suprafețelor. Dezvoltarea de către el a teoriei lui Fermi privind dezintegrarea beta (sub forma tranzițiilor Gamow-Teller) a reprezentat o piatră de hotar în domeniul aplicațiilor acestei teorii. Efectul Jahn-Teller și teoria BET și-au păstrat formularea inițială și sunt încă repere importante în fizică și chimie. Teller a adus contribuții și la teoria Thomas-Fermi, precursoarea teoriei funcționale a densității, o unealtă modernă standard în tratarea cuantică a moleculelor complexe. În 1953, împreună cu Nicholas Metropolis⁠(d) și Marshall Rosenbluth, Teller a scris o lucrare care a reprezentat un important punct de plecare în aplicarea metodei Monte Carlo în mecanica statistică.
„Am vrut să lucrez în domeniul fizicii teoretice, nu în domeniul înarmării. Aceasta numai până în ziua când Hitler a invadat Belgia și Olanda. În ziua următoare am ascultat discursul președintelui Roosevelt. A vorbit la un congres al oamenilor de știință din toată America, unde a spus că dacă oamenii de știință din țările libere nu se vor ocupa de înarmare, atunci libertatea nu va putea supraviețui (lui Hitler). Am înțeles punctul esențial al spuselor președintelui Roosevelt. Și am simțit, în mod irațional, ciudat, dar foarte puternic, că mi se adresa chiar mie. Acesta a fost momentul când m-am hotărât, și de-atunci nu mi-am mai schimbat părerile”..

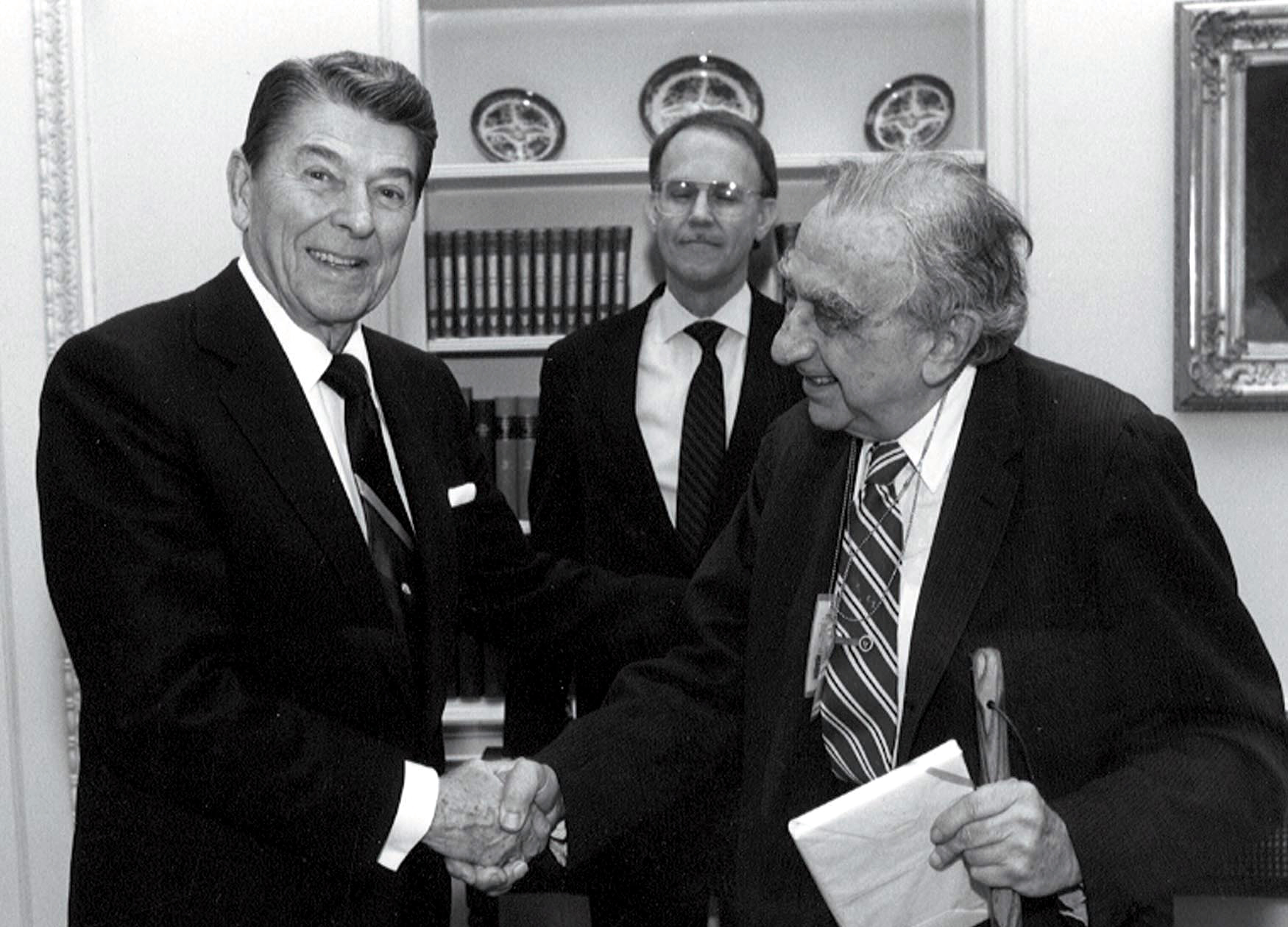
Ronald Reagan acordând lui Edward Teller Medalia Națională Americană pentru Știință pe 1982 (în 1983).

A fost un puternic susținător al Inițiativei Strategice de Apărare a președintelui Ronald Reagan, deși a fost acuzat de supraestimarea fezabilității proiectului. Susținerea într-o manieră hotărâtă de către Teller a întăririi sistemului de apărare cu arme nucleare, mai ales în condițiile în care numeroși colegi ai săi din timpul războiului își exprimaseră regretul pentru cursa înarmărilor, a făcut din el o țintă a stereotipului „omului de știință nebun” (accentul său și sprâncenele dese au contribuit și ele la această imagine). De-a lungul vieții sale, Teller a devenit cunoscut și ca un prolific om de știință, dar și ca o personalitate instabilă, cu dificultăți în relațiile interpersonale.

## Publicații (selecție)
- en Our Nuclear Future; Facts, Dangers, and Opportunities, 1958.
- en Basic Concepts of Physics, 1960.
- en The Legacy of Hiroshima, 1962.
- en Energy from Heaven and Earth, 1979.
- en The Pursuit of Simplicity, 1980.
- en Better a Shield Than a Sword: Perspectives on Defense and Technology, 1987.
- en Stanley A. Blumberg and Louis G. Panos. Edward Teller : giant of the golden age of physics; a biography, Scribner's, 1990.
- en Conversations on the Dark Secrets of Physics, 1991.
- en William J. Broad, Teller’s war: the top-secret story behind the Star Wars deception, Simon & Schuster, 1992.
- en Memoirs: A Twentieth-Century Journey in Science and Politics, 2001.

## Onoruri[92]
- Premiul Albert Einstein⁠(d) (1958).
- Oamenii anului pe 1960 ai revistei „Time” (cu un grup de oameni de știință)[93].
- Premiul Enrico Fermi⁠(d) (1962).
- Catedra „Profesor Edward Teller” la Departamentul de Științe Aplicate de la Universitatea Davis⁠(d), California, (1963)
- Premiul Harvey⁠(d), Technion Institute of Israel (1975).
- Albert Einstein Award, Technion, Israel (1977).
- Membru al Academiei Americane de Arte și Științe⁠(d).
- Membru al Asociației Americane pentru Progres Științific⁠(d).
- Membru al Societății Nucleare Americane⁠(d)[38].
- Medalia Națională (Americană) pentru Știință⁠(d) decernată de președintele Ronald Reagan (1982)[94].
- Premiul Sylvanus Thayer⁠(d) din partea Academiei Militare a Statelor Unite (1986).
- Presidential Citizens Medal⁠(d) (1989).
- Membru de onoare al Academiei de Științe Maghiare, (1990).
- Ordinul Drapelul Republicii Ungare cu Rubine, (1990)
- Profesor emeritus al Universității de Științe Eötvös Loránd  din Budapesta (1991).
- Membru de onoare al Societății de Fizică Eötvös din Ungaria (1993).
- Premiul de excelență al revistei ungare „Fizikai Szemle” (Monitorul de fizică) , 1994
- „Crucea medie cu stea” a Ordinului pentru Merit al Republicii Ungare, (1994).
- Medalia „Leo Szilard” a Societății Ungare de Științele Nucleare (1994)
- Premiul pentru Renumele Poporului Maghiar (1997)
- Ordinul ungar Lanțul Corvin (maghiară Magyar Corvin-lánc), (2001)[95].
- Asteroidul, Teller 5006 îi poartă numele[96].
- Medalia Prezidențială pentru Libertate (în engleză : Presidential Medal of Freedom) acordată de către președintele George W. Bush pe 23 iulie 2003, cu mai puțin de două luni înainte de deces[94].
- Premiul de Creație Bolyai János din Ungaria (2004, postum)[97]
- Zeci de doctorate honoris causa de la diferite institute și universități.